# 오르셀린산
오르셀린산(영어: orsellinic acid) 보다 구체적으로 o-오르셀린산(영어: o-orsellinic acid)은 페놀산의 일종이다. 오르셀린산은 지의류의 생화학에서 중요한 역할을 하며, 지의류에서 추출할 수 있다. 오르셀린산은 뎁사이드의 일반적인 소단위체이다.

## 화학
오르셀린산은 오르셀알데하이드의 산화에 의해 제조될 수 있다.
오르셀린산은 또한 에베르닌산과 라말산을 수산화 바륨과 함께 끓일 때 생성된다. 오르셀린산은 바늘 형태의 무색 결정체를 형성하며, 급속 가열시 175 °C 부근에서 분해되면서 녹는다.
|  |

## 같이 보기
- 다이하이드록시벤조산
- 프로토카테츄산 에틸